# José Bernardo de Tagle
José Bernardo de Tagle Portocarrero, marquês de Torre Tagle (Lima, 21 de março de 1779 — Callao, 26 de setembro de 1825) foi um militar e político peruano, presidente de seu país de 1823 a 1824.

## Biografia
Nasceu em 21 de março de 1779, em Lima, Peru, em uma família aristocrática. Seu pai era José Manuel de Tagle e Isásaga, tenente-coronel do Regimento de Dragões de Lima e herdeiro do Marquês de Torre Tagle. Sua mãe era Josefa Portocarrero y Zamudio, neta do conde de Monclova e bisneta de Melchor Portocarrero, vice-rei do Peru. Quando seu avô morreu em 1794, seu pai o sucedeu como o 3º Marquês de Torre Tagle.
Tagle recebeu uma educação privada. Iniciou a carreira militar como alferes do Regimento de Dragões de Lima em 1790. Em 1800, casou-se com Juana García de la Plata, filha de um oidor da Real Audiência de Lima. No ano seguinte, sucedeu ao pai como marquês de Torre Tagle (embora só tenha recebido confirmação provisória do rei em 1810) e herdou o cargo de comissário de Guerra e Marinha da Fortaleza de Callao.
Em 1811, o vice-rei Abascal o promoveu a sargento-mor. No ano seguinte, Tagle foi sucessivamente nomeado tenente-coronel e coronel do recém-criado Regimento de Ilustres Voluntários da Concórdia Espanhola, uma unidade que inicialmente financiou em grande parte pessoalmente. Simultaneamente, foi eleito prefeito de Lima para o mandato de 1811–12. Nessa época, Tagle entrou em contato com alguns dos nobres liberais de Lima que defendiam reformas e depois se tornaram conspiradores contra a administração do vice-rei como José de la Riva Agüero ou o conde de la Vega del Ren. Como consequência, o vice-rei Abascal conseguiu sua eleição como deputado de Lima às Cortes de Cádizem março de 1813 e Tagle foi enviado para a Espanha.
Em Cádiz, defendeu com ardor a independência da América. Durante esse tempo, Tagle enviou uma petição ao rei exigindo sua nomeação como intendente de Tarma ou Trujillo, mas ele só obteve um cargo semelhante em La Paz, razão pela qual permaneceu na Espanha alguns anos. Em 1815, foi feito cavaleiro da Ordem de Santiago e promovido ao posto de brigadeiro do Exército.
Ao retornar ao Peru em 1819, o vice-rei La Pezuela o impediu de exercer o cargo de intendente de La Paz. Em troca, o vice-rei o nomeou primeiro ajudante de campo e depois intendente interino de Lima. Tagle casou-se novamente com Mariana Echevarría e Santiago de Ulloa. Em 1820, foi nomeado Intendente de Trujillo e quando José de San Martín entrou no Peru, foi o primeiro oficial peruano a içar a bandeira nacional no norte do Peru e, em 24 de dezembro de 1820, proclamou Trujillo independente.
Depois que a independência foi proclamada por San Martín em julho de 1821, Tagle foi nomeado Inspetor Geral da Guarda Cívica e Comandante-em-Chefe da Legião Peruana. Um dos aliados mais próximos de San Martín, foi designado membro do Conselho de Estado e feito Fundador da Ordem do Sol, de cujo Grande Conselho foi vice-presidente.
Em 26 de julho de 1822, foi nomeado presidente provisório por San Martin quando este foi se encontrar com Simón Bolívar em Guayaquil. Após a partida de San Martin para o Chile, em 20 de setembro, Torre Tagle foi eleito membro do triunvirato de José de La Mar. Em janeiro de 1823, o congresso o nomeou presidente, mas um motim militar o depôs e proclamou José de la Riva Agüero presidente em 28 de fevereiro. Após a deposição de Riva Agüero e sua retirada para Trujillo, Torre Tagle foi nomeado presidente por Antonio José de Sucre em 20 de julho e eleito pelo congresso em 16 de agosto, e Bolívar, que em sua chegada em 1º de setembro havia sido proclamado ditador, deixou ele no comando do governo.
Durante sua gestão, a bandeira peruana, que havia sido instituída por José de San Martín, foi alterada devido à sua complexa elaboração. O novo modelo de bandeira proposto por Torre Tagle era composto por uma tribanda vertical com faixas externas vermelhas e uma única faixa central branca com um sol no centro.
Quando a guarnição de Callao se revoltou em 5 de fevereiro de 1824, por atraso de pagamento, Torre Tagle não forneceu os meios necessários para remunerá-los e a guarnição declarou lealdade à Espanha. Bolívar enviou o general Mariano Necochea para prender Torre Tagle, e o congresso o depôs em 10 de fevereiro. Temendo ser fuzilado por ordem de uma corte marcial, Torre Tagle fugiu para Callao, onde os rebeldes o mantiveram prisioneiro, e na reocupação de Lima pelos espanhóis, foi-lhe oferecido o cargo de governador da capital, mas recusou, preferindo permanecer prisioneiro de guerra.

Após o início do Segundo cerco de Callao, ele tentou várias vezes ser admitido a bordo da frota chilena de bloqueio, mas o almirante Manuel Blanco Encalada recusou-se a recebê-lo, exceto como prisioneiro, e ele pereceu com toda a família pela doença que foi causada pela fome devido ao cerco prolongado. Embora não fosse um traidor de seu país, conforme acusado por seus inimigos, ele causou grandes infortúnios por sua falta de energia e política vacilante.